# Tát-ca phái
Tông Sakya (zh. 薩迦派, bo. sakyapa ས་སྐྱ་པ་) là một trường phái của Phật giáo Tây Tạng, mang tên ngôi chùa Sakya—Sakya nghĩa là "Đất xám". Theo lời khải thị của A-đề-sa, chùa Sakya được xây dựng năm 1073 và các Tỳ-khưu chùa này tập trung truyền pháp Kim cương thừa với tên là Đạo quả (道果, bo. lam-dre ལམ་དང་འབྲས་བུ་).
Trường phái này tập trung công sức tu tập và tổ chức lại các Kinh sách của Giáo pháp Tantra, nhưng cũng có nhiều đóng góp cho Nhân minh học đạo Bụt và có ảnh hưởng lên nền chính trị Tây Tạng giữa thế kỉ 13 và 14.

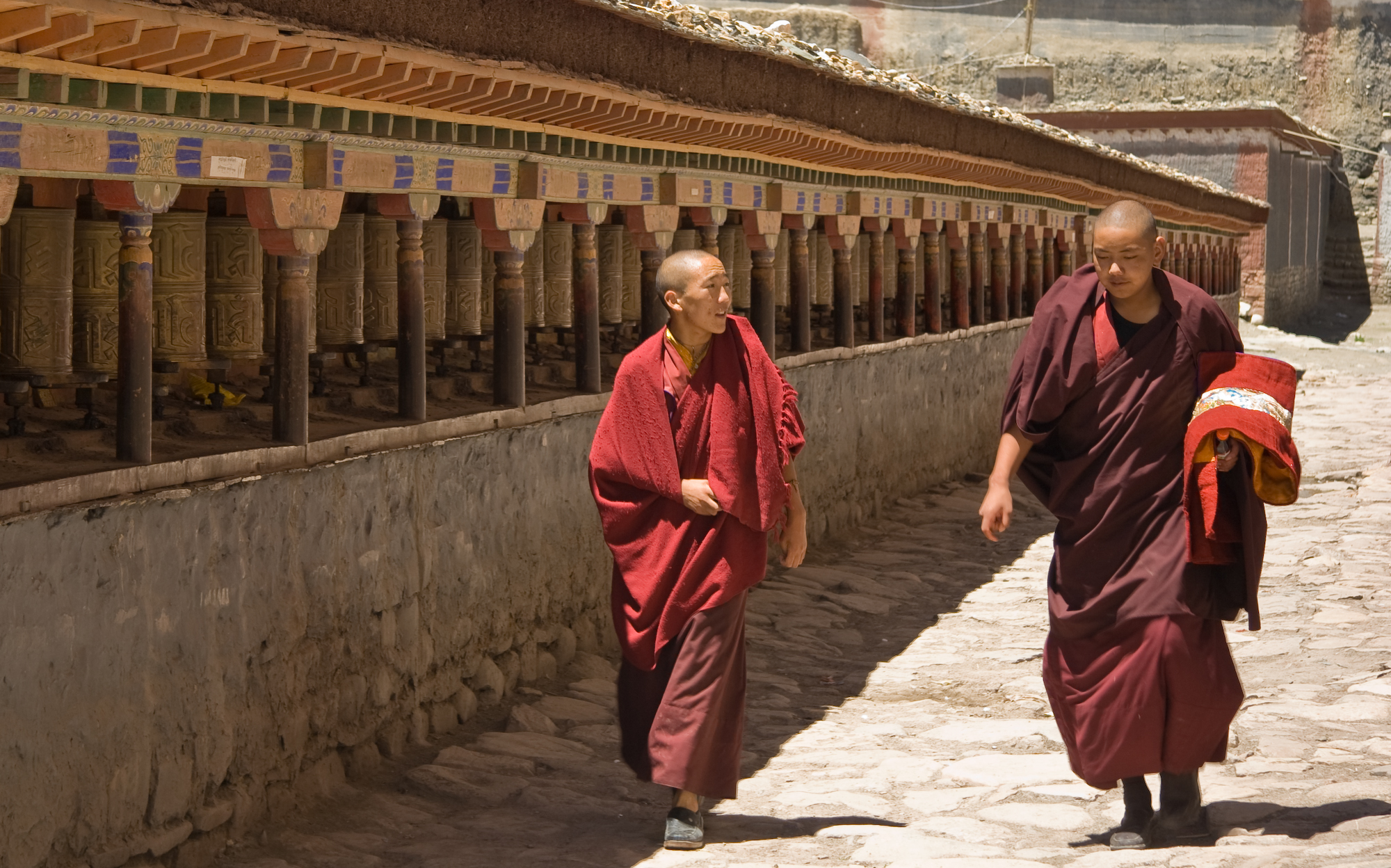
Các nhà sư Tây Tạng trước chùa Sakya

Phái này được trở thành độc lập là nhờ công của năm vị Lạt-ma sống từ 1092 đến 1280. Đó là: Sa-chen Khánh Hỉ Tạng (sa. ānandagarbha, bo. sa chen kun dga´ snying po ས་ཆེན་ཀུན་དགའ་སྙིང་པོ་, 1092-1158), hai người con trai là So-nam Tse-mo (bo. bsod nams rtse mo བསོད་ནམས་རྩེ་མོ་,1142-1182) và Drakpa Gyaltsen (bo. drags pa rgyal mtshan དྲགས་པ་རྒྱལ་མཚན་, 1147-1216), người cháu Sakya Ban-thiền (bo. sa skya pan chen ས་སྐྱ་པན་ཆེན་, 1182-1251) và Chog-yal Phag-pa (bo. chos rgyal `phags pa ཆོས་རྒྱལ་འཕགས་པ་, 1235-1280). Tất cả năm vị này đều được xem là hoá thân của Văn-thù-sư-lợi (sa. mañjuśrī) và thuộc gia đình Khon. Trong năm vị thì Sakya Ban-thiền là có ảnh hưởng lớn nhất, Giáo huấn của Ngài bao trùm nhiều ngành khoa học khác nhau. Khả năng về Phạn ngữ vang đến Ấn Độ và Mông Cổ và sau đó Ngài được mời đi Mông Cổ thuyết pháp và trường phái Sakya lan rộng tại Trung Tây Tạng năm 1249. Trong các thế kỉ sau, phái Sakya đóng một vai trò quan trọng trong đời sống tôn giáo Tây Tạng và gây cả ảnh hưởng đến Tỳ-khưu vĩ đại Tsongkhapa và tông của Ngài là Cách-lỗ.
Mười tám bộ Kinh, Luận quan trọng được giảng dạy trong trường phái này (sa. aṣṭadaśa-mahākīrtigrantha):
1. Ba-la-đề-mộc-xoa Kinh (sa. prātimokṣa-sūtra);
2. Tì-nại-da Kinh (sa. vinaya-sūtra);
3. Hiện quán trang nghiêm luận (sa. abhisamayālaṅkāra-śāstra), được xem là của Di-lặc;
4. Đại thừa Kinh trang nghiêm luận tụng (sa. mahāyāna-sūtralaṅkāra-kārikā), Di-lặc;
5. Đại thừa tối thượng luận (sa. mahāyānottaratantra-śāstra), Di-lặc (= Cứu cánh nhất thừa bảo tính luận, sa. ratnagotravibhāga)
6. Biện trung biên luận tụng (sa. madhyānta-vibhāga-kārikā), Di-lặc;
7. Pháp pháp tính phân biệt luận (sa. dharma-dharmatā-vibhāga), Di-lặc;
8. Nhập bồ-đề hành luận (sa. bodhicāryāvatāra), Tịch Thiên (sa. śāntideva);
9. Căn bản trung quán luận tụng (sa. mūlamadhyamaka-śāstra), Long Thụ (sa. nāgārjuna) tạo;
10. Tứ bách luận (sa. catuḥśataka), Thánh Thiên (sa. āryadeva) tạo;
11. Nhập trung luận (sa. madhyamāvatāra), Nguyệt Xứng (sa. candrakīrti) tạo;
12. Đại thừa a-tì-đạt-ma tập luận (sa. abhidharma-samuccaya), Vô Trước (sa. asaṅga) tạo;
13. A-tì-đạt-ma-câu-xá luận (sa. abhidharmakośa), Thế Thân (sa. vasubandhu) tạo;
14. Tập lượng luận (sa. pramāṇasamuccaya), Trần-na (sa. dignāga) tạo;
15. Lượng thích luận (sa. pramāṇavarttika-kārikā), Pháp Xứng (sa. dharmakīrti) tạo;
16. Lượng quyết định luận (sa. pramāṇaviniścaya), Pháp Xứng tạo;
17. Pramāṇayuktinīti;
18. Trisaṃvarapravedha.